# Brachionichthys hirsutus
Brachionichthys hirsutus  (лат.) – вид лучепёрых рыб семейства брахионихтиевых (Brachionichthyidae). Эндемики прибрежных вод Тасмании. Придонные рыбы, обитают на глубине до 60 м. Максимальная длина тела 15 см.

## Описание
Тело высокое. Первый спинной плавник расположен на голове и состоит из трёх колючек. Первая колючка модифицирована в короткий иллиций с эской на конце. Вторая колючка соединена кожистой перепонкой с третьей колючкой и образуют гребень. Второй спинной плавник довольно длинный с 17—19 мягкими лучами. В анальном плавнике 8—10 мягких лучей. Грудные плавники сильно видоизменены и по внешнему виду напоминают руку. В грудных плавниках обычно 7 лучей. Брюшные плавники расположены на горле.
Окраска тела светло-жёлтая с многочисленными коричневыми пятнами или короткими полосками. Рисунок, образованный точками на теле, является уникальным для каждой особи Brachionichthys hirsutus.

## Распространение и места обитания
Эндемики прибрежных вод юга Тасмании. Распространены только вблизи эстуария реки Деруэнт. Обитают на континентальном шельфе на глубине от 1 до 60 м.

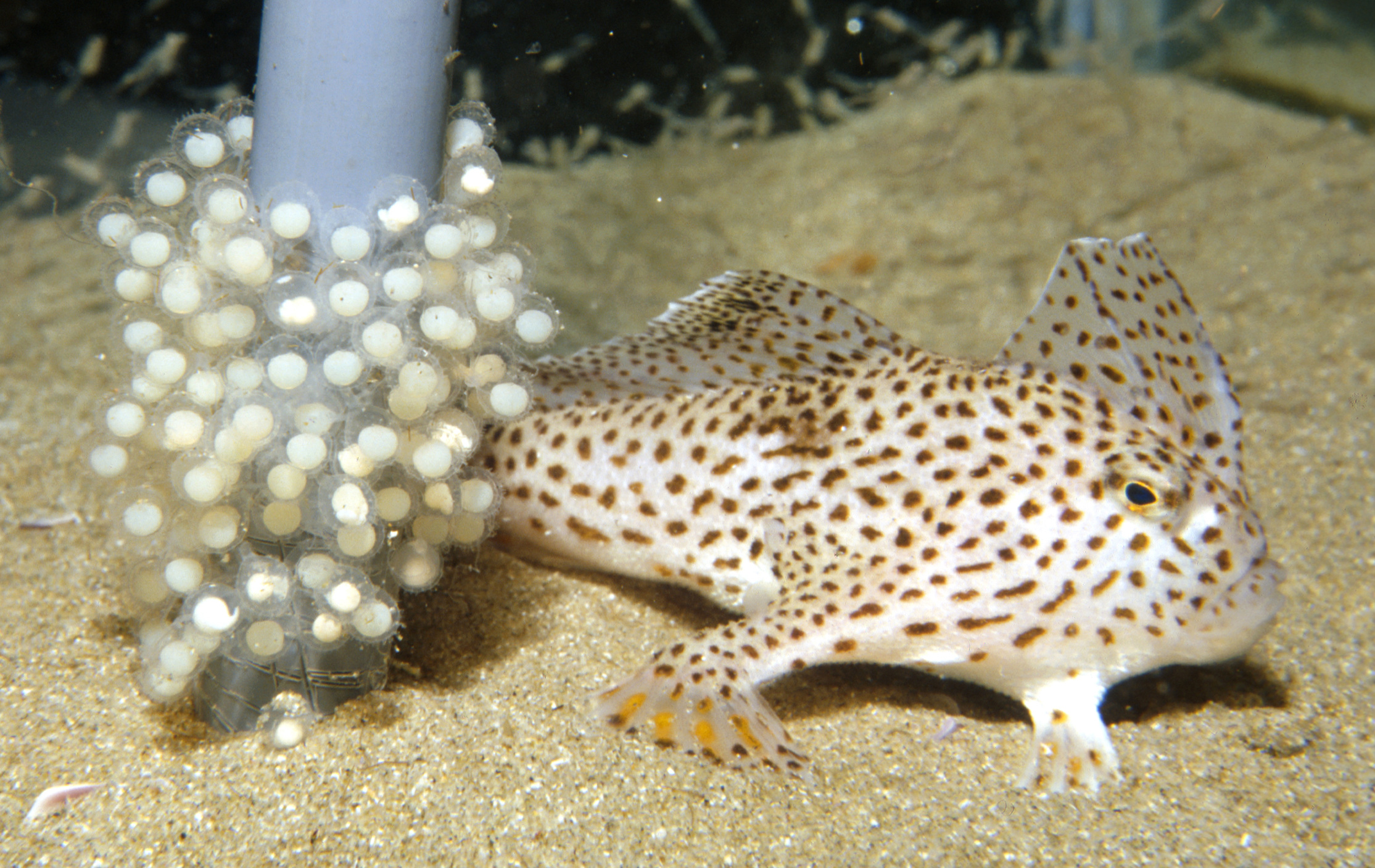
Самка с икрой

## Биология
Обычно лежат на дне и приманивают жертв с помощью эски. Передвигаются по дну с помощью грудных и брюшных плавников.

### Размножение
Самки созревают в возрасте 2—3 лет при длине тела 75—80 мм. Нерестятся в сентябре—октябре. Наблюдается ухаживание самцов за самками. Плодовитость самок  низкая и варьируется от 80 до 250 икринок. Каждая икринка диаметром 1,8—2 мм заключена в отдельную капсулу. Все икринки склеены в общую кладку. Самка охраняет кладку в течение 7—8 недель до вылупления молоди. Молодь выходит из икры полностью сформированной, стадия личинки отсутствует. Размеры при вылуплении 6—7 мм. Молодь сразу распределяется по дну, а не разносится течениями.

## Питание
В состав рациона входят креветки, мелкие рыбы и ракообразные, в частности амфиподы. Жертву заглатывают целиком всасыванием.